# El examen (novela)
El examen es la sexta y última novela del escritor argentino Julio Cortázar. Escrita en 1950, fue rechazada por la Editorial Losada y permaneció inédita hasta la muerte del escritor y publicada en 1986.

## Argumento
La novela, dividida en ocho capítulos, narra la caminata de un grupo de amigos que van a dar un examen en la Facultad de Letras y que, finalmente, se suspende. En el recorrido, el grupo camina en una Buenos Aires cubierta por la niebla, donde proliferan de hongos y en la que los perros duermen en el subterráneo.
Los personajes de Juan, el poeta; Andrés, el ensayista; El Cronista, periodista; Clara, la intelectual elitista; Abel, enigmático y distinto al resto, y Stella, la única inculta del grupo, despreciada por el resto, por simpatizar con las masas, se pasea en medio de una ciudad fantasmagórica mientras habla de temas intelectuales y muestra su desprecio por la masa inculta.
A lo largo de la novela hay una clara alusión al peronismo, por ejemplo en la descripción de un velorio en Plaza de Mayo, al que asiste la masa y en el que se vela un "hueso", modo en que Cortázar alude a Eva Perón, aún viva en ese entonces. Habrá un final abierto en el que Abel enfrenta a Andrés.
Sobre la novela, escribe el propio Cortázar:

[...] el tema es absolutamente fantástico: la historia de la destrucción de Buenos Aires, la ciudad vista como un cuerpo que enferma y empieza a pudrirse. Entonces hay una serie de signos extraños; por ejemplo, en las librerías del centro de Buenos Aires empiezan a salir hongos entre los libros, se hunden pedazos de aceras y de calles, las estaciones de los subterráneos se llenan de perros salvajes que buscan qué comer [...]